# L'Enfant des étoiles
L'Enfant des étoiles est le septième tome de la série de bandes dessinées Thorgal. Jean Van Hamme en a réalisé le scénario et Grzegorz Rosiński le dessin et la couleur. Regroupant trois histoires apparues entre septembre 1981 et septembre 1983 dans le trimestriel Super Tintin, il a été publié par éditions du Lombard en septembre 1984.
Jean Van Hamme y raconte l'enfance de Thorgal Aegirsson (bébé, à six-sept ans et à dix ans), répondant aux questions que se posaient les lecteurs sur la provenance du héros et la façon dont il a été élevé parmi les Vikings.

## Contenu de l'album

### Le Drakkar perdu
Perdus en mer depuis plusieurs semaines, à la suite d'une expédition désastreuse, plongés dans l’obscurité, les Vikings du Nord, menés par Leif Haraldson, se laissent convaincre de procéder à un sacrifice humain pour apaiser la colère des dieux. Gandalf-le-fou dirige alors une mutinerie qui doit se terminer sur le sacrifice de Leif. Mais au moment où Gandalf lève son épée, un éclair déchire le ciel. Les Vikings y voient un signe du dieu Aegir et suivent la direction indiquée. Ils retrouvent leur chemin ainsi que la « lumière d’Aegir », engin spatial dans lequel ils trouvent un nouveau-né.

### Le Métal qui n'existait pas
À la suite d'une partie de dames dont l’enjeu était leurs noms respectifs, le père des nains, Ivaldir, doit céder son nom au serpent Nidhogg. Celui-ci accepte toutefois de renoncer à son gain en échange d’un « bijou fait dans le métal qui n’existe pas ». Un des nains envoyé à la recherche de ce métal, Tjahzi, rencontre le jeune Thorgal, assoupi, qui porte à son cou un bijou provenant du « radeau » dans lequel Leif Haraldson l’avait trouvé. Thorgal lui offre le bijou et accepte de l’accompagner jusqu’au royaume des nains. Il y est tué par Nidhogg, mais à la suite des larmes versées par Tjahzi, il est ressuscité par la déesse Frigg. Des enfants du village le réveillent pour lui apprendre la naissance d’Aaricia, une perle « en forme de larme » à la main.

### Le Talisman
Thorgal tente de rencontrer un dieu afin de connaître ses origines. Il apporte avec lui un « talisman » pour offrande. En réalité, il s’agit d’un « mnémodisque » qu’un « psychotransmetteur » du dieu (en réalité son grand-père) permet de lire. Thorgal va connaître sa véritable identité mais ces souvenirs extra-terrestres seront effacés à tout jamais 

## Analyse
Alors que dans les histoires précédentes de Thorgal, les trois tendances (réaliste, fantastique, science-fiction) majeures de la série apparaissaient rarement en même temps, chacune se développe ici dans l'une des trois histoires. « Le Drakkar perdu » est très naturaliste dans sa description des mœurs vikings. « Le Métal qui n'existait pas », plus fantastique, donne un caractère divin au lien qui existe entre Thorgal et sa femme Aaricia. « Le Talisman », enfin, est résolument axé sur la science-fiction, et rappelle dans son explication de l'origine de Thorgal celle de Superman.
Le regroupement de ces trois histoires en un album permet d'éviter les analepses, parfois pesantes dans des séries d'aventures, et de préciser des faits qui n'avaient été qu'effleurés dans les autres histoires.

## Réception
Pour Les Cahiers de la bande dessinée, L'Enfant des étoiles est un album qui, bien qu'il constitue une rupture chronologique, « en veut la peine ».

## Publications

### Revues
- « Le Drakkar perdu » (dix pages), dans Super Tintin n°14, septembre 1981.
- « Le Talisman » (seize pages), dans Super Tintin n°18, septembre 1982.
- « Le Métal qui n'existait pas » (vingt pages), dans Super Tintin n°22, septembre 1983.

### Albums
- Le Lombard, septembre 1984  (ISBN 2-8036-0448-5)
- Le Lombard, janvier 2002  (ISBN 2-80361-781-1)
- Niffle, septembre 2017, intégrales tomes 7 à 12 en noir et blanc, 322 pages  (ISBN 978-2-87393-068-4)

## Documentation
- Alain Chante, « L'Enfant des étoiles », Les Cahiers de la bande dessinée n°60, Glénat, novembre-décembre 1984, p. 60.